# Beatriz González

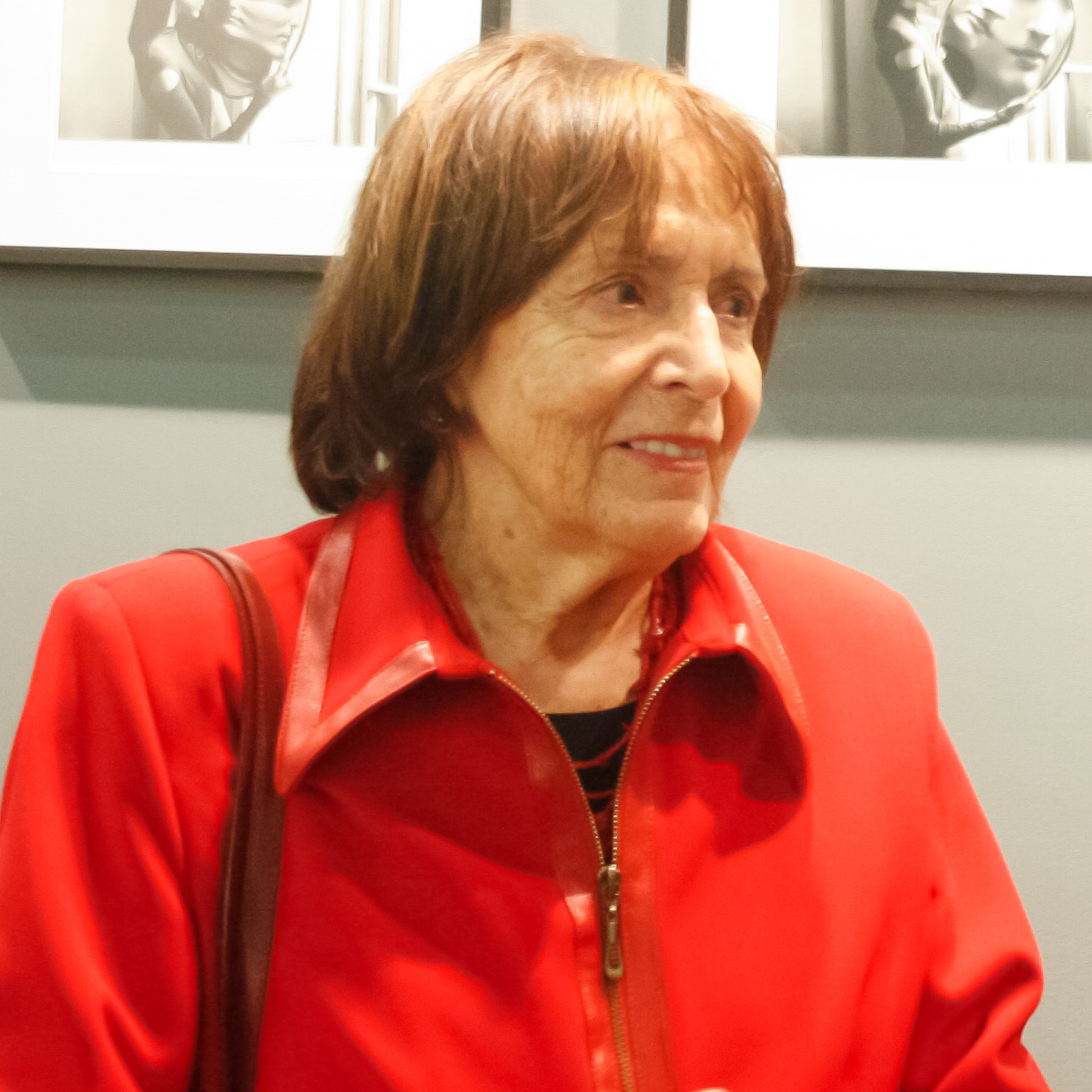
Beatriz González, 2015

Beatriz González (* 16. November 1938 in Bucaramanga) ist eine kolumbianische Malerin.

## Leben und Werk
González wuchs in der Zeit von La Violencia in Kolumbien auf. 1962 schloss sie ein Studium der Malerei und der Kunstgeschichte bei Marta Traba an der Universidad de los Andes ab und studierte anschließend Drucktechnik an der Rijksakademie van beeldende kunsten in Amsterdam.
Mit „Los Suicidas Del Sisga/Die Selbstmörder von Sisga“ (1965) schaffte Beatriz González den künstlerischen Durchbruch. Für diese frühe Arbeit nahm sie ein Foto als Grundlage, das ein Pärchen zeigt, welches sich kurz vor dem gemeinsamen Freitod fotografieren ließ. Beatriz González beschäftigt sich thematisch mit den Konflikten in Kolumbien, der Scheindemokratie, Korruption und dem Drogenkrieg. Ihren Blick richtete sie auf das Randständige, Profane und Provinzielle.

## Ausstellungen (Auswahl)

### Einzelausstellungen
- 1981: Interior Decoration, Tate Modern, London
- 2018: Beatriz González: Retrospective 1965 – 2017, Kunst-Werke Berlin[5]

### Gruppenausstellungen
- 1971: Biennale von São Paulo
- 2017: Documenta 14, Kassel

## Film
- 2010: Beatriz González ¿Por qué llora si ya reí? / Beatriz González ¿Why are you crying von Diego García Moreno